# Vale de Asnes
Vale de Asnes es una freguesia portuguesa del concelho de Mirandela, con 21,50 km² de superficie y 413 habitantes (2001). Su densidad de población es de 19,2 hab/km².